# Park Weggis

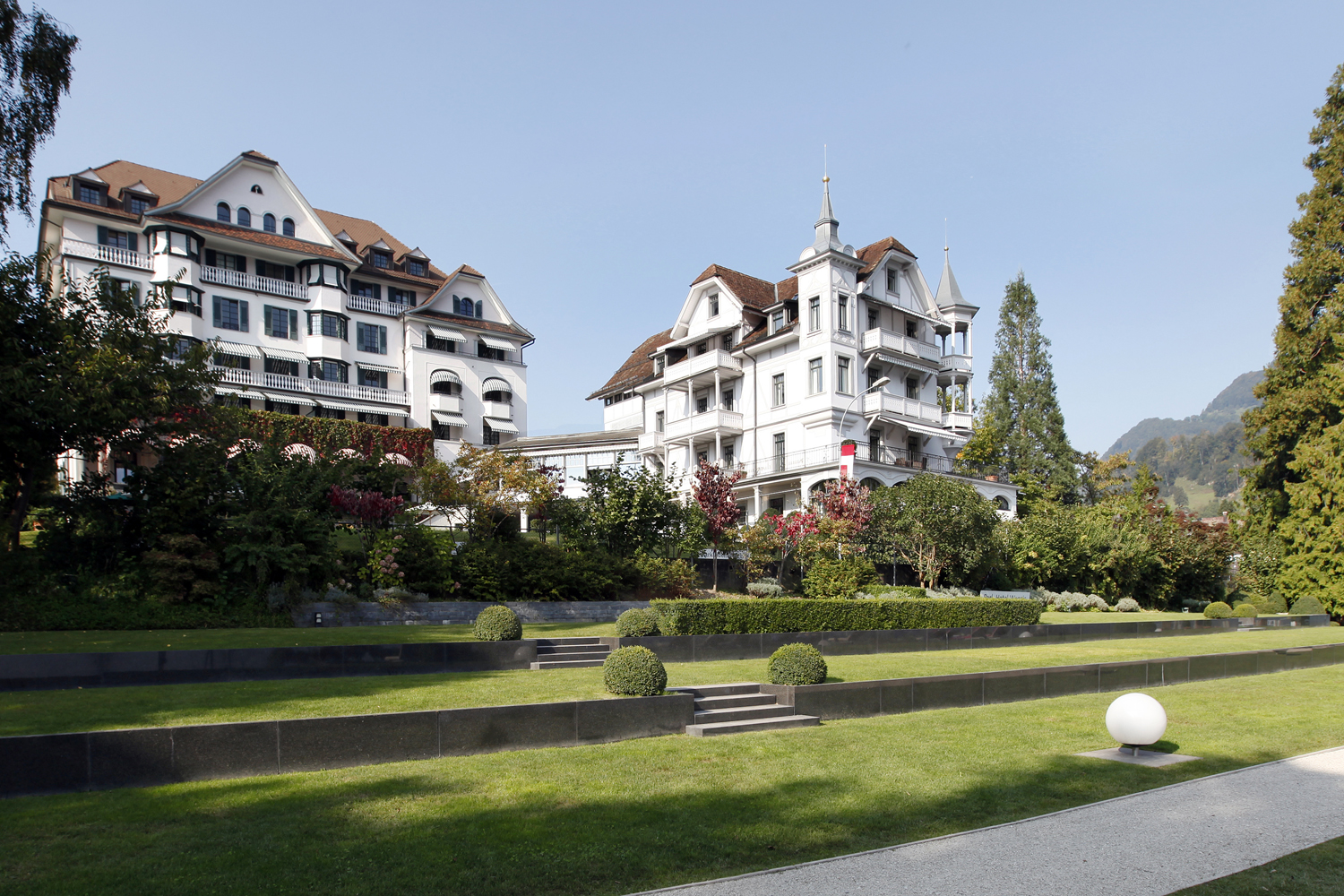
Hotel Park Weggis, 2011

Das Park Weggis, ehemals Park-Hotel Bellevue und später Park Hotel Weggis, war ein Fünf-Sterne-Hotel am Ufer des Vierwaldstättersees und am Fuss der Rigi. Die Gebäude befinden sich in einer Park- und Strandanlage am südwestlichen Rand der Ortschaft Weggis. Das Haupthaus geht auf einen Bau aus dem Jahr 1875 zurück, der damals als Hotel Bellevue eröffnet wurde und 1912 im Stil der Belle Époque grundlegend erneuert wurde. Das Hotel wurde 2017 verkauft und geschlossen. Die Gebäude werden seit Januar 2019 in eine Wellness-Klinik umgebaut.

## Geschichte

### Gründung

Inserat des Hotels Bellevue, Weggis, um 1880

In den 1870er Jahren erwarb Wilhelm Strässli den Hof Bächelen in Weggis und baute darauf das Hotel Bellevue, das im Jahr 1875 eröffnete. Es bestand aus einem Haupthaus und einer Dépendance. In der Anfangszeit hatte es rund 50 Betten, fast alle Zimmer waren mit Seeblick. Das Hotel war eines der ersten in dieser Grössenordnung am Platz und stand am Anfang einer kommenden Blütezeit des Tourismus am Vierwaldstättersee. Die Uferregion am Fuss der Rigi wurde damit als Anziehungspunkt entdeckt – die Dampfschifffahrt auf dem Vierwaldstättersee war bereits ab den 1870er Jahren rege für den Tourismus genutzt worden, auch die Zahl der Rigi-Reisenden hatte seit der ersten Hälfte des 19. Jahrhunderts stetig zugenommen. Das milde Klima in Weggis wurde allmählich bekannt und der Ort selbst ging als «Nizza am Vierwaldstättersee» in die Tourismusbroschüren ein. 1899 erhöhte das Hotel Bellevue die Bettenzahl und baute die Dépendance um, die neuen Erkertürmchen die geschnitzten Balkongeländer und der weisse Anstrich verliehen ihm den Namen «Schlössli», den es bis heute trägt.

### Der Umbau der Architekten Möri und Krebs von 1912
Zwischen 1893 und 1910 vervierfachte sich die jährliche Anzahl Logiernächte in Weggis, sodass der Besitzer des Parkhotels Bellevue, Alois Egli (er erwarb das Hotel 1907), markant erweitern wollte. Den einschneidenden Umbau, der einem Neubau gleichkam, nahmen die Architekten Alfred Möri und Karl-Friedrich Krebs vor. Sie hatten 1908 bereits das Hotel Montana in Luzern saniert und damit Aufmerksamkeit erregt.
Auch für den Umbau des Parkhotels Bellevue von 1912 erhielten Möri und Krebs Anerkennung. Die Architektur- und Kunstzeitschrift «Das Werk» lobte nicht nur den neuen Grundriss, sondern auch die Fassade in Gliederung und Farbgebung sowie die gesamte Innenausstattung. Beim Umbau achteten die Architekten darauf, auch lokale ländliche Elemente aufzunehmen, womit das Gebäude der Heimatstilarchitektur zugeordnet wurde. Zimmer und Aufenthaltsräume sind zur See- und Sonnenseite hin ausgerichtet. Das Hotel wurde zudem um eine Etage erhöht, die Anzahl Betten von 70 auf 160 Betten aufgestockt. Das Hotel erfuhr damit eine gesteigerte Bedeutung, der architektonisch damit begegnet wurde, Gesellschaftsräumlichkeiten zu schaffen. Die Terrasse zur Seeseite hin wurde neu gestaltet und mit Säulen und Lauben versehen.
Der Erste Weltkrieg zwischen 1914 und 1918 brachte eine gravierende Zäsur, der Tourismus brach ein. Nach einer zwischenzeitlichen Erholung verschlimmerten jedoch die Weltwirtschaftskrise von 1929 und der Zweite Weltkrieg (1939 bis 1945) diese Situation noch. Erst danach trat eine langsame Erholung ein. Die Halbinsel Hertenstein, an deren Eingang das Parkhotel Bellevue liegt, wurde 1946 Schauplatz eines prägenden politischen Ereignisses für Europa: 14 europäische Staatschefs trafen sich, um über die Möglichkeit einer europäischen Föderation zu diskutieren. Sie verfassten das «Hertensteiner Programm» zur Gründung der «Europa-Union» und legten damit den Grundstein für die heutige EU. Im Zug dieser Zusammenkunft erlangte auch das Parkhotel Bellevue neue Bekanntheit, beherbergte es doch Persönlichkeiten aus der europäischen Politik wie beispielsweise Luigi Einaudi und Alcide De Gasperi, beide zu unterschiedlichen Zeiten Staatsoberhäupter Italiens.

### Der Umbau zwischen 1998 und 2007
Die Nachkommen von Alois Egli, der den grossen Umbau von 1912 initiierte, leiteten die Geschicke des Hotels weiter bis in die vierte Generation. Mehrfach wurde es umgebaut, neuen Standards angepasst und renoviert, bis die Familie es 1997 an die Aldopark AG verkaufte, hinter der die Familie des Schweizers Martin Denz, einem Schifffahrtsunternehmer in Griechenland steht. Die Aldopark AG sah ein gänzlich anderes Konzept vor für das Hotel: Innerhalb von insgesamt rund zehn Jahren wurden der Schlössli-Trakt mit den Suiten und das Haupthaus ausgekernt und um- bzw. neu gebaut, wobei das historische Erscheinungsbild erhalten blieb. 2007 wurde das Hotel unter dem Namen Park Hotel Weggis wiedereröffnet, 2012 wurde es noch einmal umbenannt in Park Weggis.

### Verkauf 2017
Das Hotel wurde 2017 an die Dogus Helath & Wellness AG in türkischem Besitz und mit Sitz in Luzern verkauft. Von 2019 bis 2020 wurde das Hotel umgebaut und renoviert und im Juni 2020 als Wellness-Klinik unter dem neuen Namen Chenot Palace Weggis eröffnet.

## Auszeichnungen und Besonderes
- 2016 wurde das Restaurant «La Brasserie» des Park Weggis mit dem «Best of Awards of Excellence» von Wine Spectator ausgezeichnet.[3]
- 2014 erhielt das Park Weggis den Award Level *** des Magazins «The World of Fine Wine».[4]
- 2006 bereitete sich die brasilianische Fussballnationalmannschaft in Weggis auf die Weltmeisterschaft in Deutschland vor und residierte im Park Hotel Weggis.[5]
- 2001 wurde das Park Hotel Weggis von Gault-Millau zum «Hotel des Jahres» gewählt. Es erhielt diese Auszeichnung damals erst als fünftes Hotel.[6]